# Sinclair President

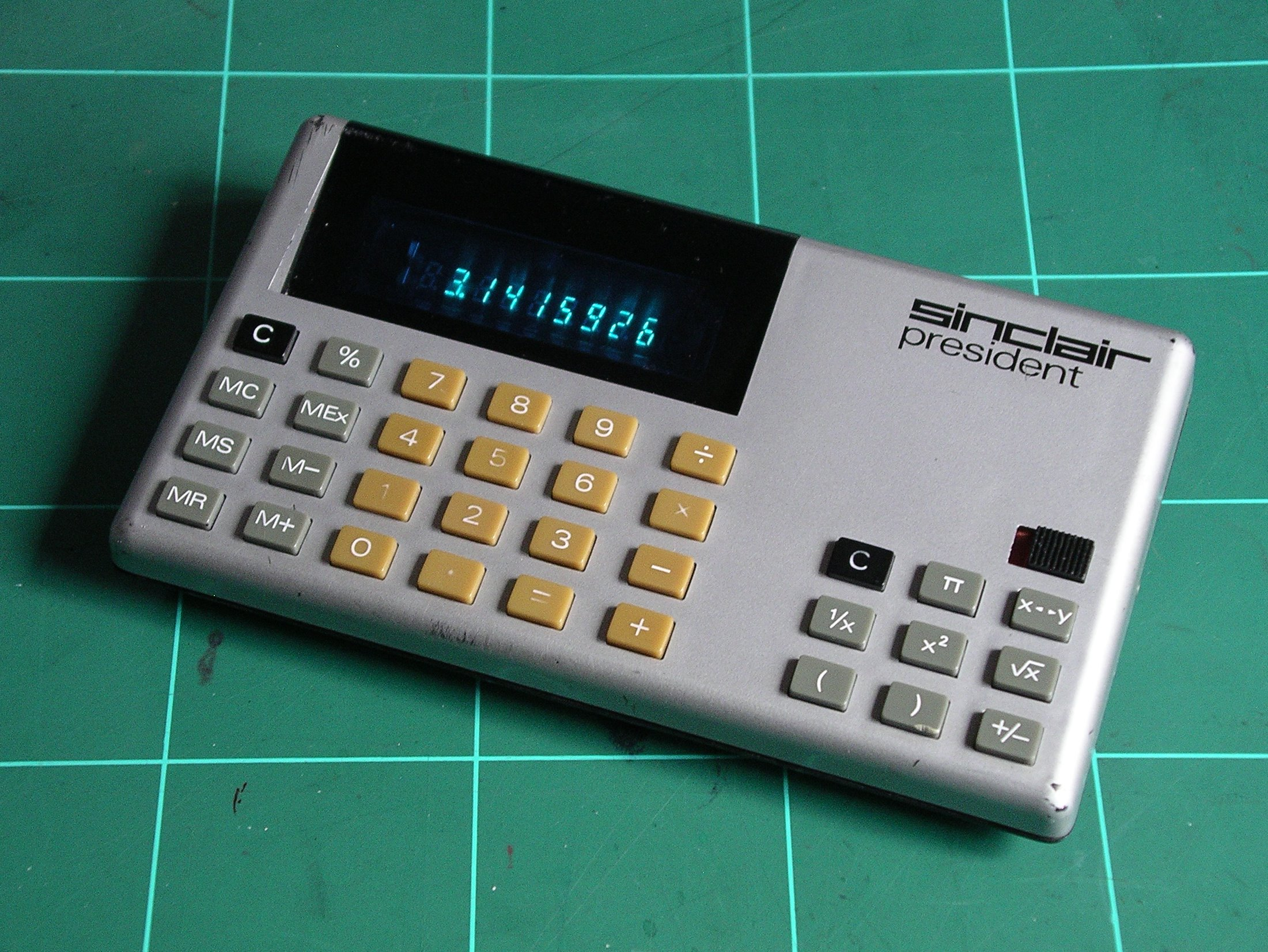
A Sinclair President számológép (a négyzetek éle 5 cm-es)

A Sinclair President egy számológép, amelyet a Sinclair Research Ltd. forgalmazott. A készülék 1978-ban jelent meg. Hátoldali felirata szerint az eszköz Hongkongban készült és az Egyesült Királyságban tervezték.
Két AA típusú 1,5 voltos elemmel működött, avagy külső 3 voltos egyenáramú adapterrel. Kijelzője 8 számjegyű, zöld fluoreszcens vákuumcsöves rendszerű. A benne alkalmazott mikrocsip: National Semiconductor MM57134ENW/M. Méretei: 160 × 94 × 28 mm, tehát egy vastagabb zsebkönyv méretű, ami meglepően nagy a Sinclair egyéb termékei, pl. a Sinclair ZX Spectrum-hoz képest.